# 大転換
『大転換』 (だいてんかん、The Great Transformation) は、ハンガリー出身の経済学者カール・ポランニー（ポラニー）が1944年に著した経済史、経済人類学の書籍。

## 概要
ハンガリーからイギリス、アメリカへと渡ったポランニーが、研究成果として第二次世界大戦中に執筆した。人間の経済は社会関係の中に沈み込んでおり、市場経済は人類史において特別な制度であるとした。そして、市場経済の世界規模の拡大により社会は破局的混乱にさらされ、やがて市場経済自体のメカニズムが引き起こした緊張によって崩壊したと論じた。
市場経済が世界規模で進む様子をウィリアム・ブレイクの言葉を借りて「悪魔のひき臼」と呼び、市場社会の崩壊と複合社会への揺り戻しを、書名にも用いられている「大転換」(Great Transformation) という言葉で表現した。

## 内容

### 市場社会
19世紀は世界規模での市場経済化がすすみ、それまでに存在しなかった「市場社会」（Market Society）が成立したと述べる。市場社会の原因となった国際システムとして、ポランニーは勢力均衡、国際金本位制、自己調節的市場、自由主義的国家の4つをあげる。市場経済は、市場価格によってのみ統制される自己調節機能に基づいて社会を作り替えようとしたが、それはユートピア的な擬制であると指摘した。

### 社会統合のパターン
社会の存続のために不可欠な前提は不変だと主張し、人間は社会的地位、社会的権利、社会的資産を守るために行動するのであり、個人的利益や財貨の所有は結果に過ぎないとした。市場社会以前に社会を統合してきたパターンとして、互酬、再配分、家政の3つをあげる。ポランニーは、人類学者のブロニスワフ・マリノフスキやリヒャルト・トゥルンヴァルト、社会学者のマックス・ウェーバーらの研究を援用した。なお、のちの著作『人間の経済』では、家政は再配分の中に包含され、社会統合のパターンは互酬、再配分、交換の3つとする。
これらのパターンに対して市場経済は、本来は商品ではない労働（人間）、土地（自然）、貨幣を商品化し、人間の生活を破壊すると述べた（擬制商品論）。そして、経済人に代表される市場経済的な人間像は、特殊な例であると主張した。

### 市場経済の歴史
市場が重要な役割を持つようになったのは重商主義以後であるとし、主に産業革命以後の歴史を通して、国家の保護のもとで市場経済が肥大化していく様子を述べる。
市場経済化は多くの人間を破局へ追い込んだと指摘し、イギリスの事例として囲い込みやスピーナムランドを取り上げた。その一方で、ロバート・オウエンの活動を高く評価した。さらに、市場経済化による欧米の破局は、欧米以外の地域における文化接触による破局と同質であると指摘し、インドの村落共同体の破壊、アメリカでのインディアン居留地などを例にあげる。
また、ポランニーは二重の運動があったことを指摘する。市場経済が拡大する一方で、市場を規制する政策や運動も起こった。これを市場経済の自己調整システムに対する社会の自己防衛と位置づける。

### 市場社会の崩壊
市場社会が、19世紀から20世紀にかけての社会の防衛によって崩壊する様子を分析する。まず、労働と土地が、社会立法と穀物関税とを獲得した。穀物法により生活費が上昇した製造業者は保護関税を主張し、労働組合は賃上げを要求した。そして、社会立法が関税により規定された賃金水準に基づくようになると、雇用主は保護の継続を求めるようになる。このような保護主義などにより自己調節機能が阻害され、国家は自己調節機能を補完するための政治的干渉を行ない、市場の緊張が金本位制や勢力均衡にも伝播し、最終的に市場社会が崩壊へ至ったとする。
1920年代に市場社会が崩壊したのちに隆盛した、ファシズム、社会主義、ニュー・ディールについては、別個の性質に見えるものの、すべて市場経済から社会を防衛するための活動とする。そして市場社会の崩壊後には複合社会が到来すると論じる。

## 本書の評価
ジョセフ・E・スティグリッツは新装版で序文を書き、ポランニーが本書を著した時代と現在の共通点を指摘し、古典的名著として評価している。その他、エリック・ホブズボーム、ピーター・ドラッカー、ロバート・ハイルブローナーなどの評価を受けている。また、近年はグローバル資本主義との関係でとりあげられることもある。
本書をポランニーの代表作とみなすか、のちに書かれた『経済と文明』や『人間の経済』を重要視するかは、研究者の間で評価が分かれている。本書では、市場社会は複合社会へ移るとされているが、複合社会の具体的な経済体制については詳細に述べられていない。

## 書誌情報
原書
- The Great Transformation, 1944. ISBN 080705643X - 「原典に関する注解」に加筆し、1957年に改訂版を出版。44年版の序文は、社会学者のR・M・マッキーバー。

日本語訳
- カール・ポラニー　『大転換－市場社会の形成と崩壊』　吉沢英成・野口建彦・長尾史郎・杉村芳美訳、東洋経済新報社、1975年 / 新訳版、野口建彦・栖原学訳、2009年。 - 57年版の翻訳。